# Clini
Nella mitologia greca,  Clini   era il nome di un ricco babilonese che aveva un grande rispetto per il divino  Apollo.

## Nella mitologia
Clini aveva l'onore di accompagnare Apollo di Zeus nel suo paese; sua moglie si chiamava Arpe e aveva quattro figli: Licio, Ortigio, Arpaso e Artemiche.
Durante gli incontri con Apollo soleva sacrificare in suo nome asini; una volta il dio si oppose a tale usanza, chiedendogli invece di offrire qualche altro tipo di animale e dicendogli che, se avesse disubbidito, a tale ordine lo avrebbe ucciso. In tale occasione Licio e Arpaso violarono l'ordine, portando con loro proprio un asino con l'intento di sacrificarlo: Apollo allora fece impazzire l'animale, che fece a pezzi i due figli di Clini.  